# Optya odzalae
Optya odzalae är en insektsart som beskrevs av Irena Dworakowska 1974. Optya odzalae ingår i släktet Optya och familjen dvärgstritar.
Artens utbredningsområde är Kongo. Inga underarter finns listade i Catalogue of Life.